# 2019年世界陸上競技選手権大会コンゴ共和国選手団
2019年世界陸上競技選手権大会コンゴ共和国選手団は、2019年9月27日から10月6日までカタールのドーハで開催された第17回世界陸上競技選手権大会のコンゴ共和国選手団。

## 選手団
- 人員: 選手 2人

## 選手名簿・結果
| 選手                 | 種目       | 予選   | 予選 | 準決勝   | 準決勝   | 決勝     | 決勝     |
| 選手                 | 種目       | 結果   | 順位 | 結果     | 順位     | 結果     | 順位     |
| -------------------- | ---------- | ------ | ---- | -------- | -------- | -------- | -------- |
| フランク・エレンバ   | 男子砲丸投 | 19.76m | 29位 | -        | -        | 予選敗退 | 予選敗退 |
| ナターシャ・ヌゴイエ | 女子200m   | 失格   | 失格 | 予選敗退 | 予選敗退 | 予選敗退 | 予選敗退 |